# Peter Huber (Jurist)
Peter Huber (* 1966) ist ein deutscher Jurist und seit 2000 Professor für Bürgerliches Recht, Internationales Privatrecht und Rechtsvergleichung an der Johannes-Gutenberg-Universität Mainz. Er ist nicht zu verwechseln mit dem Juristen Peter M. Huber.

## Leben
Huber studierte zunächst Jura von 1986 bis 1991 in Regensburg und Lausanne, anschließend erwarb er 1992 am King’s College London den Titel LL.M. in International Business Law. Danach wurde er zum Dr. jur. an der Universität Regensburg promoviert. Von 1993 bis 1995 absolvierte er sein Referendariat in den OLG-Bezirken Nürnberg und München. Danach war er für ein Jahr Visiting Research Fellow am King’s College zu London, um anschließend bis 1999 als Wissenschaftlicher Assistent an der Universität Regensburg zu arbeiten, wo er sich 1999 habilitierte.
Nach Lehrstuhlvertretungen in Heidelberg und München lehnte Huber einen Ruf auf den Lehrstuhl für Bürgerliches Recht an der Universität Bonn ab. Seit Oktober 2000 hat er den Lehrstuhl für Bürgerliches Recht, Internationales Privatrecht und Rechtsvergleichung an der Johannes Gutenberg-Universität Mainz inne. 
Er ist Sekretär der Fachgruppe Zivilrecht in der Gesellschaft für Rechtsvergleichung und außerdem Mitglied in zahlreichen wissenschaftlichen Vereinigungen.

## Werke
- Die englische Forum-non-conveniens-Doktrin und ihre Anwendung im Rahmen des Europäischen Gerichtsstands- und Vollstreckungsübereinkommens. Berlin: Duncker und Humblot 1994 ISBN 3-428-08148-X (Diss.)
- Irrtumsanfechtung und Sachmängelhaftung: eine Studie zur Konkurrenzfrage vor dem Hintergrund der internationalen Vereinheitlichung des Vertragsrechts. Tübingen: Mohr Siebeck 2001 ISBN 3-16-147595-X (Habil.)
- zus. m. Florian Faust: Schuldrechtsmodernisierung: Einführung in das neue Recht. München: Beck 2002 ISBN 3-406-48398-4
- zus. m. Dieter Henrich: Einführung in das englische Privatrecht. 3., völlig neubearb. Aufl. Heidelberg: Recht und Wirtschaft 2003 ISBN 3-8005-1292-0